# Johan Niklas Plettner
Johan Niklas Plettner, född 1715, död 28 juni 1781, var skarprättare i Stockholm åren 1759-1781. Han avrättade den 19 november 1760 Brita Ersdotter för barnamord vid Värmdö kyrkas klockstapelsbacke.
1765 avrättade han Christina för barnamord i Lunda socken, Uppland. Enligt dödsboken krävdes fem hugg innan huvudet avlägsnats från kroppen. "Skarprättaren Plettner ifrå Stockholm gorde syslan oförswarligit med 5 hugg".
När han tillträdde som skarprättare i staden hade han förbindelser med flera kvinnor och fick två utomäktenskapliga barn med lika många under 1760. I juni året därpå födde hans fru Hedvig Eleonora Stoltz sonen Johan Henrik.
Plettner avled sommaren 1781, vilket uppmärksammades i tidningen Dagligt Allehanda; "Skarprättaren Joh. Nicl. Plettner, 66 år gl".